# Laena quinquagesima
Laena quinquagesima – gatunek chrząszcza z rodziny czarnuchowatych i podrodziny omiękowatych.
Gatunek ten został opisany w 2008 roku przez Wolfganga Schawallera.
Chrząszcz o ciele długości od 7,5 do 9,5 mm. Przedplecze o przednich kątach wystających, wskutek czego o przednim brzegu wykrojonym; o brzegach bocznych i tylnym nieobrzeżonym, kątach tylnych zaokrąglonych; jego powierzchnia pokryta gęstymi, częściowo zlanymi, opatrzonymi krótkimi szczecinkami punktami oddalonymi od siebie najwyżej o jedną średnicę. Na pokrywach brak rowków, występują tylko ułożone w rzędy punkty, wielkością zbliżone do tych na przedpleczu i opatrzone krótkimi, położonymi szczecinkami. Punkty na płaskich międzyrzędach gęste i również opatrzone szczecinkami. Odnóża obu płci o bezzębnych wszystkich udach.
Owad endemiczny dla Chin, znany tylko z północnego Junnanu.